# Béla Temesy
Béla Temesy, madžarski feldmaršal, * 1891, † 1967.